# Trophée NHK 2022
Navigation
Édition précédente Édition suivante
Le Trophée NHK (en japonais NHK杯国際フィギュアスケート競技大会, en anglais : NHK Trophy) est une compétition internationale de patinage artistique qui se déroule au Japon au cours de l'automne. Il accueille des patineurs amateurs de niveau senior dans quatre catégories: simple messieurs, simple dames, couple artistique et danse sur glace.
Le quarante-quatrième Trophée NHK est organisé du 18 au 20 novembre 2022 à la Makomanai Ice Arena de Sapporo. Il est la cinquième compétition du Grand Prix ISU senior de la saison 2022/2023.
Depuis le 1er mars 2022, l'Union internationale de patinage interdit aux patineurs artistiques et aux officiels de la fédération de Russie et de la Biélorussie de participer et d'assister à toutes les compétitions internationales en raison de l'invasion russe de l'Ukraine le 24 février 2022. Les athlètes russes et biélorusses ne peuvent donc participer à aucune épreuve du Grand Prix ISU 2022-2023.

## Résultats

### Messieurs
| Rang | Nom                 | Pays         | Points | Programme court | Programme court | Programme libre | Programme libre |
| ---- | ------------------- | ------------ | ------ | --------------- | --------------- | --------------- | --------------- |
| 1    | Shoma Uno           | Japon        | 279.76 | 2               | 91.66           | 1               | 188.10          |
| 2    | Sōta Yamamoto       | Japon        | 257.85 | 1               | 96.49           | 6               | 161.36          |
| 3    | Cha Jun-hwan        | Corée du Sud | 254.76 | 6               | 80.35           | 2               | 174.41          |
| 4    | Kazuki Tomono       | Japon        | 251.83 | 4               | 85.07           | 3               | 166.76          |
| 5    | Adam Siao Him Fa    | France       | 250.45 | 3               | 87.44           | 4               | 163.01          |
| 6    | Matteo Rizzo        | Italie       | 240.76 | 7               | 78.57           | 5               | 162.19          |
| 7    | Nika Egadze         | Géorgie      | 232.86 | 5               | 84.47           | 8               | 148.39          |
| 8    | Stephen Gogolev     | Canada       | 221.02 | 9               | 69.01           | 7               | 152.01          |
| 9    | Gabriele Frangipani | Italie       | 212.31 | 10              | 68.78           | 9               | 143.53          |
| 10   | Conrad Orzel        | Canada       | 202.69 | 8               | 73.10           | 11              | 129.59          |
| 11   | Maurizio Zandron    | Autriche     | 201.72 | 11              | 68.21           | 10              | 133.51          |
| 12   | Tomoki Hiwatashi    | États-Unis   | 185.05 | 12              | 57.18           | 12              | 127.87          |

### Dames
| Rang | Nom              | Pays         | Points | Programme court | Programme court | Programme libre | Programme libre |
| ---- | ---------------- | ------------ | ------ | --------------- | --------------- | --------------- | --------------- |
| 1    | Kim Ye-lim       | Corée du Sud | 204.49 | 1               | 72.22           | 2               | 132.27          |
| 2    | Kaori Sakamoto   | Japon        | 201.87 | 2               | 68.07           | 1               | 133.80          |
| 3    | Rion Sumiyoshi   | Japon        | 193.12 | 3               | 68.01           | 4               | 125.11          |
| 4    | Audrey Shin      | États-Unis   | 189.00 | 4               | 65.87           | 5               | 123.13          |
| 5    | Rinka Watanabe   | Japon        | 188.07 | 9               | 58.36           | 3               | 129.71          |
| 6    | Ji Seo-yeon      | Corée du Sud | 184.14 | 6               | 62.92           | 7               | 121.22          |
| 7    | Niina Petrõkina  | Estonie      | 180.29 | 8               | 58.81           | 6               | 121.48          |
| 8    | Wi Seo-yeong     | Corée du Sud | 176.74 | 7               | 61.06           | 10              | 115.68          |
| 9    | Starr Andrews    | États-Unis   | 174.06 | 5               | 64.13           | 12              | 109.93          |
| 10   | Olga Mikutina    | Autriche     | 173.36 | 10              | 56.95           | 9               | 116.41          |
| 11   | Amber Glenn      | États-Unis   | 169.36 | 11              | 52.04           | 8               | 117.32          |
| 12   | Eva-Lotta Kiibus | Estonie      | 162.37 | 12              | 48.56           | 11              | 113.81          |

### Couples
| Rang    | Nom                              | Pays       | Points | Programme court | Programme court | Programme libre | Programme libre |
| ------- | -------------------------------- | ---------- | ------ | --------------- | --------------- | --------------- | --------------- |
| 1       | Riku Miura / Ryuichi Kihara      | Japon      | 216.16 | 1               | 78.25           | 1               | 137.91          |
| 2       | Emily Chan / Spencer Akira Howe  | États-Unis | 187.49 | 2               | 64.62           | 2               | 122.87          |
| 3       | Brooke McIntosh / Benjamin Mimar | Canada     | 175.65 | 3               | 62.31           | 3               | 113.34          |
| 4       | Irma Caldara / Riccardo Maglio   | Italie     | 164.23 | 4               | 58.95           | 5               | 105.28          |
| 5       | Camille Mendoza / Pavel Kovalev  | France     | 162.01 | 5               | 55.36           | 4               | 106.65          |
| 6       | Daria Danilova / Michel Tsiba    | Pays-Bas   | 155.84 | 6               | 54.46           | 6               | 101.38          |
| Forfait | Annika Hocke / Robert Kunkel     | Allemagne  |        |                 |                 |                 |                 |
| Forfait | Jelizaveta Žuková / Martin Bidař | Tchéquie   |        |                 |                 |                 |                 |

### Danse sur glace
| Rang | Nom                                          | Pays       | Points | Danse rythmique | Danse rythmique | Danse libre | Danse libre |
| ---- | -------------------------------------------- | ---------- | ------ | --------------- | --------------- | ----------- | ----------- |
| 1    | Laurence Fournier Beaudry / Nikolaj Sørensen | Canada     | 210.41 | 1               | 85.66           | 1           | 124.75      |
| 2    | Madison Chock / Evan Bates                   | États-Unis | 209.13 | 2               | 85.00           | 2           | 124.13      |
| 3    | Caroline Green / Michael Parsons             | États-Unis | 191.10 | 3               | 77.00           | 4           | 114.10      |
| 4    | Allison Reed / Saulius Ambrulevičius         | Lituanie   | 189.98 | 4               | 75.23           | 3           | 114.75      |
| 5    | Evgeniia Lopareva / Geoffrey Brissaud        | France     | 184.63 | 6               | 72.84           | 5           | 111.79      |
| 6    | Kana Muramoto / Daisuke Takahashi            | Japon      | 178.78 | 5               | 75.10           | 7           | 103.68      |
| 7    | Wang Shiyue / Liu Xinyu                      | Chine      | 174.11 | 7               | 70.32           | 6           | 103.79      |
| 8    | Yuka Orihara / Juho Pirinen                  | Finlande   | 168.45 | 9               | 66.47           | 8           | 101.98      |
| 9    | Misato Komatsubara / Tim Koleto              | Japon      | 164.30 | 8               | 66.65           | 9           | 97.65       |
| 10   | Katarina Wolfkostin / Jeffrey Chen           | États-Unis | 148.01 | 10              | 64.94           | 10          | 83.07       |

## Source
- (en) Résultats du Trophée NHK 2022 sur le site de l'ISU